# Zawada (Olkusz)
Pour les articles homonymes, voir Zawada.
Zawada est une localité polonaise de la gmina et du powiat d'Olkusz en voïvodie de Petite-Pologne.